# Nationalpark Khlong Wang Chao
Der Nationalpark Khlong Wang Chao (Thai: อุทยานแห่งชาติคลองวังเจ้า) ist ein Nationalpark in Thailand. Er liegt in der Nordwestregion des Landes. der 300 km² große Park wurde 1982 ausgewiesen und trägt die WDPA ID 7468.

## Geschichte
Er wurde am 29. August 1990 zum 63. Nationalpark Thailands ernannt.

## Geographie
Der Nationalpark umfasst ein Gebiet von 747 km², er liegt in den Landkreisen (Amphoe) Khlong Lan, Kosamphi Nakhon, der Provinz Kamphaeng Phet sowie dem Landkreis Wang Chao der Provinz Tak.
Der Park besteht unter anderem aus der Thanon Thong Chai Gebirgskette mit dem Khao Yen (1898 Meter) als höchste Erhebung. Weitere Berge sind die Khao Tao Dam, Khao Son und Khao Khanun.

## Klima
Saisons
- Sommer: Februar–Mai
- Regen: Juni–November
- Winter: Dezember–Januar

## Flora und Fauna
Der Nationalpark Khlong Wang Chao beherbergt sowohl Misch-, Laubwälder als auch Dipterocarpwälder. Etwa 65 Prozent des Nationalparks auf einer Höhe von 200 bis 1000 Metern mit Mischwäldern bedeckt ist. Im Nordosten des Parks findet man dann auf einer Höhe zwischen 200 und 800 Metern die trockenen Dipterocarpwälder. In der Höhenlage zwischen 900 und 1200 Metern findet man vorzugsweise Kiefernwälder. Der Park ist Lebensraum vieler verschiedener Pflanzenarten und beheimatet eine reiche Artenvielfalt an Tieren.

### Pflanzenarten
- Xylia xylocarpa

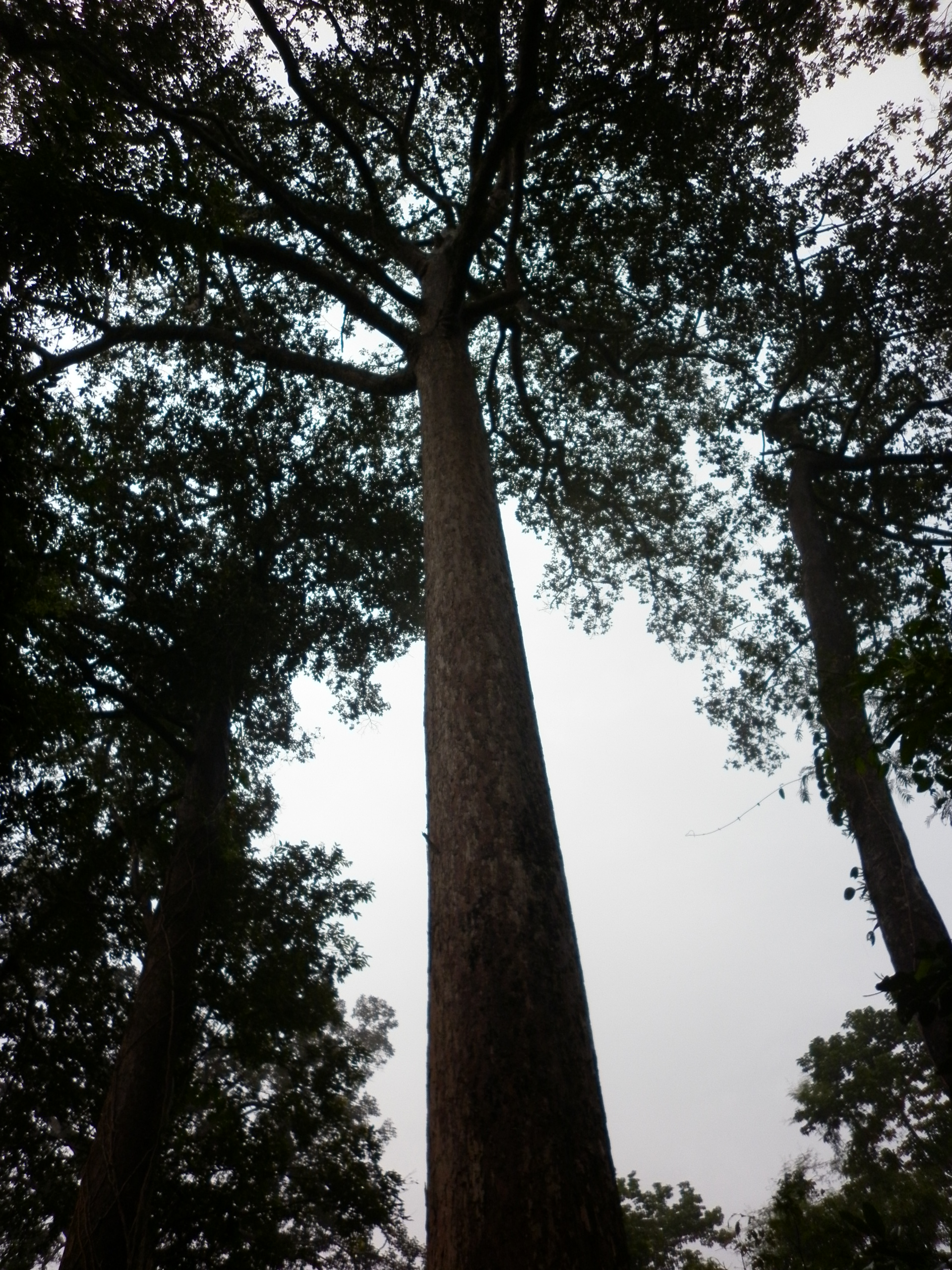
Dipterocarpus alatus

- Der stark gefährdete Dipterocarpus alatus[4]
- Afzelia xylocarpa (Thai: มะค่าโมง, [ma.kha:.mo:ng]), ebenfalls stark gefährdet[5]
- Hopea odorata[6]
- Teakbaum
- Shorea obtusa
- Pterocarpus macrocarpus
- Diospyros mollis

### Tierarten
Im Nationalpark leben eine Vielzahl Tiere aller Klassen:
- Muntjaks
- Schweinsdachs
- Doppelhornvogel
- Kalifasan
- Furchenhornvogel (Rhyticeros undulatus) (Thai: นกเงือกกรามช้าง)
- Netzbauchspecht (Picus vittatus) (Thai: นกหัวขวานเขียวป่าไผ่)
- Kappenliest (Halcyon pileata) (Thai: นกกะเต็นหัวดำ)

## Sehenswürdigkeiten
Im Huai-Nam-Dang-Nationalpark gibt es verschiedene Wasserfälle, heiße Quellen und Höhlen:
- Der Wasserfall Khlong Wang Chao ist ein einstufiger Wasserfall. Das Wasser stürzt etwa 60 Meter in die Tiefe.
- Der Khlong-Samo-Wasserfall ist ein fünfstufiger Wasserfall, wobei das Wasser aus etwa 40 Metern herabstürzt.
- Der Tao-Dam-Wasserfall ist ein dreistufiger Wasserfall, der aus etwa 270 Metern herabstürzt
- Die Pong Nam Ron, Heiße Quelle Nam Ron – Die Temperatur der Quelle beträgt ungefähr 50–70 °C.
- Pong Kaet
- Tham Khao Phanang
- Tham Na
- Tham Thep Phanom